# راسيل روز
راسيل روز (بالإنجليزية: Russ Rose)‏ (29 نوفمبر 1953 في الولايات المتحدة - ) هو لاعب كرة طائرة الولايات المتحدة.